# Cruis
Cruis település Franciaországban, Alpes-de-Haute-Provence megyében. Lakosainak száma 646 fő (2022. január 1.). Cruis Mallefougasse-Augès, Montlaux, Noyers-sur-Jabron, Saint-Étienne-les-Orgues és Valbelle községekkel határos.

## Népesség
A település népességének változása:
| Lakosok száma | 248  | 275  | 408  | 585  | 643  | 645  | 642  | 633  | 627  | 646  |
|               | 1968 | 1982 | 1990 | 2006 | 2013 | 2015 | 2017 | 2019 | 2020 | 2022 |